# Alhajaje ibne Iúçufe
Abu Maomé Alhajaje ibne Iúçufe ibne Aláqueme ibne Aquil Atacafi (em árabe: أبو محمد الحجاج بن يوسف بن الحكم بن عقيل الثقفي‎‎; romaniz.: Abū Muhammad al-Ḥajjāj ibn Yūsuf ibn al-Ḥakam ibn ʿAqīl al-Thaqafī; 661, Taife - 714, Uacite), comumente chamado apenas de Alhajaje ibne Iúçufe (em árabe: الحجاج بن يوسف; romaniz.: al-Ḥajjāj ibn Yūsuf), foi talvez o mais notável governador que serviu o Califado Omíada. Um estadista extremamente capaz, embora implacável, de caráter estrito, mas também um membro duro e exigente, foi amplamente temido por seus contemporâneos e tornou-se uma figura amplamente controversa e objeto de inimizado entre os escritores pró-abássidas posteriores, que atribuíram-lhe perseguições e execuções em massa.

## Vida

### Origens e começo da carreira
Alhajaje nasceu ca. 661 na cidade de Taife no Hejaz, na atual Arábia Saudita. Seus ancestrais não foram particularmente distintos: veio de família pobre, cujos membros trabalharam como carregadores de pedra e construtores. Sua mãe, Alfaria, casou, e divorciou-se, de Muguira ibne Xuba, nomeado governador de Cufa pelo primeiro califa omíada, Moáuia I (r. 661–680). Quando garoto, Alhajaje adquiriu o apelido de Culaibe ("cachorrinho"), com o qual foi mais tarde referido pejorativamente. Seus primeiros anos são obscuros, exceto que foi professor em sua cidade natal — outra fonte de escárnio para seus inimigos. Ele participou na Segunda Fitna, lutando nas batalhas de Harrã próximo de Medina (682) e Alrabada (684), mas aparentemente sem distinção particular. Seu primeiro posto público, como governador de Tabala na região de Tiama, também não foi significativo.

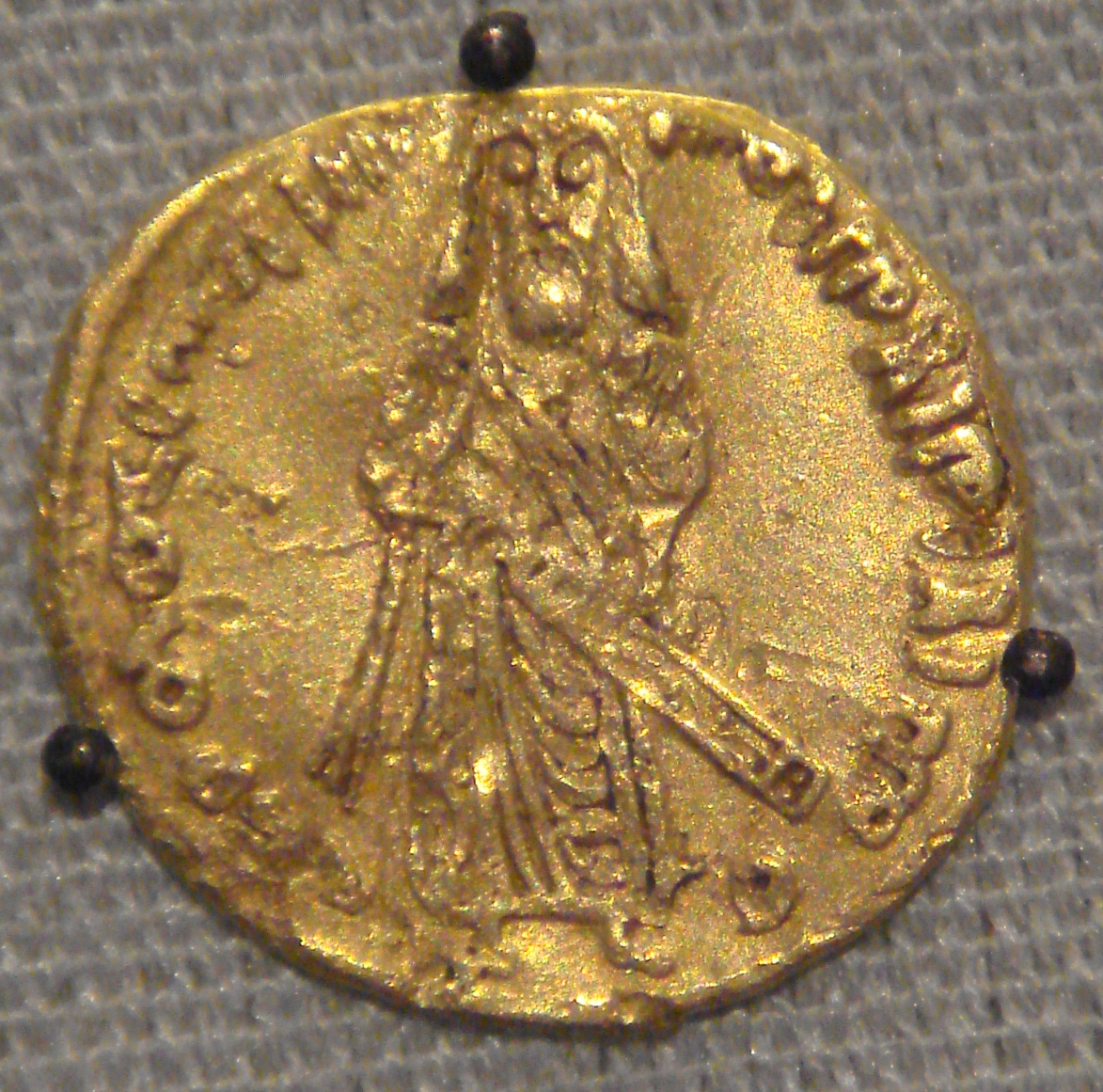
Dinar de ouro com efígie do califa Abedal Maleque r.

Pouco depois de Abedal Maleque (r. 685–705) assumir o trono, Alhajaje deixou sua cidade natal e foi à capital, Damasco, onde entrou na força de segurança (xurta) do califa. Lá, atraiu a atenção de Abedal Maleque por sua rapidez e eficiência com a qual restaurou a disciplina durante um motim das tropas destinadas a acompanhar o califa em sua campanha contra Muçabe ibne Zobair no Iraque. Como resultado, o califa confiou-lhe o comando da retaguarda do exército. Ele aparentemente conseguiu mais feitos de valor, de modo que depois da derrota de Muçabe, Abedal Maleque decidiu confiar-lhe a expedição para subjugar o irmão de Maçude, o anticalifa Abedalá ibne Zobair, em Meca. No final de 691, ele partiu de Cufa com 2 000 soldados sírios. Depois de tomar Taife sem oposição, parou na cidade, pois Abedal Maleque lhe disse para tentar assegurar a capitulação de Abedalá por meios diplomáticos se possível, e evitar derramamento de sangue em Meca. Ibne Zobair, contudo, rejeitou as ofertas omíadas, e Alhajaje, depois de receber reforços e a permissão do califa, moveu-se para atacar Meca. As tropas omíadas bombardearam a cidade com catapultas do monte Abu Cubais, não parando nem durante o haje; mesmo a Caaba não foi poupada, apesar da presença de peregrinos.
Quando um trovão estrondou, e seus soldados interpretaram como a fúria divina, foi capaz de reagrupá-los e convencê-los de que, na verdade, era um sinal de vitória. Finalmente, em outubro de 692, depois de sete meses de cerco e a deserção de vários milhares de seus apoiantes, incluindo dois de seus filhos, ibne Zobair foi morto junto de seus últimos seguidores leais, lutando em torno da Caaba. Como recompensa, Abedal Maleque deu a Alhajaje o governo do Hejaz, Iêmem e Iamama. Como governador, Alhajaje liderou o haje em pessoa nos anos 73 e 74 A.H. (693 e 694) e restaurou a forma e dimensões originais da Caaba, rejeitando as alterações feitas por ibne Zobair após o primeiro cerco omíada em 683. Alhajaje foi capaz de restaurar a paz no Hejaz, mas sua severidade ocasionou a intervenção pessoal frequente do califa.

### Governador do Iraque

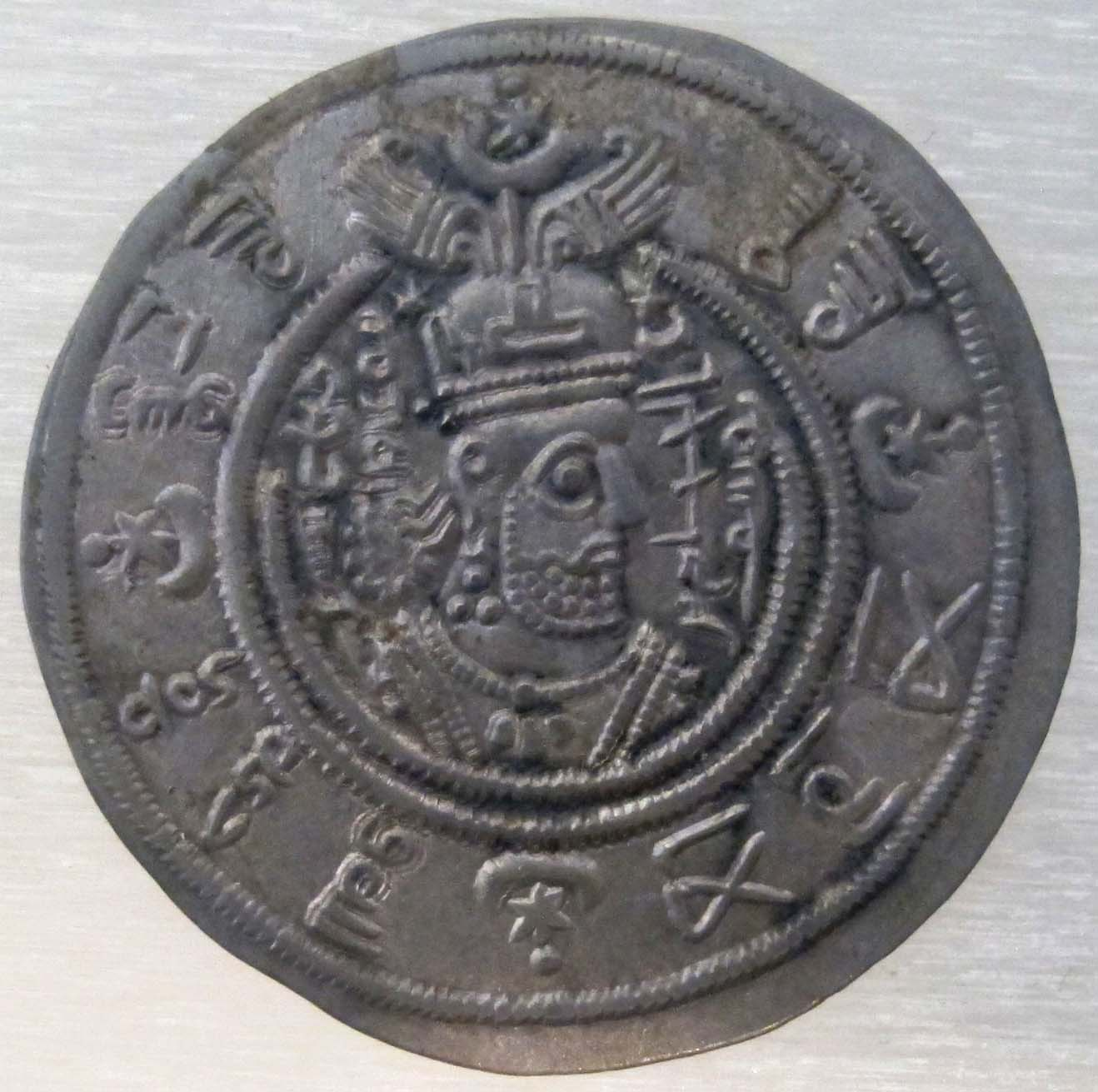
Dracma árabo-sassânida cunhado em 695 por Alhajaje

No começo de 694, Abedal Maleque enviou Alhajaje para governar o Iraque. Isso envolveu combinar os governos de Cufa e Baçorá, o que não era feito desde os dias de Ziade ibne Abi Sufiane 20 anos antes. O califa anteriormente nomeou seu irmão Bixer ibne Maruane como governador de Cufa, mas quando ele morreu no começo de 694, esse "experimento no domínio da família" (Hugh N. Kennedy) claramente não teve sucesso, e Alhajaje, cuja habilidade e lealdade foram amplamente demonstradas, foi nomeada para este posto crucial. O governo do Iraque foi de fato "o posto administrativo mais importante e responsável do Estado islâmico" (A. Dietrich), pois compreendia não apenas o Iraque, mas também incluía terras conquistadas por tropas das duas cidades colônias (micir) de Cufa e Baçorá, ou seja, Pérsia, Coração e as demais províncias orientais do califado. O governador do Iraque estava, então, encarregado de uma enorme super-província ou vice-reino que se estendia da Mesopotâmia às fronteiras expandidas da Ásia Central e subcontinente Indiano, compreendendo metade do território do califado e produzindo mais que metade de sua receita.
Aliás, o posto era de particular sensibilidade política devido a longa história de carijismo e dissensão política no Iraque, particularmente em Cufa. Esse descontentamento foi motivado por vários fatores tribais, econômicos e políticos. A população de Cufa compreendia pessoas de todas as tribos árabes, mas também muitos daqueles que era indesejados em outros lugares, como os derrotados as guerras Rida. Embora foi dominada pela terras férteis do Sauade, muitas delas foram entregues pelos omíadas aos príncipes da dinastia, enquanto os cufanos em geral receberam terras como estipêndio para o serviço militar; mas como o tamanho do estipêndio era determinado pela brevidade da conversão ao islamismo, muitos recebiam apenas fatias minúsculas. Finalmente, os cufanos foram deixados consideravelmente fora dos espólios da conquista do Oriente; foram os baçoranos que asseguraram a fatia do fisco, tomando territórios muito mais extensos e ricos como o Coração e Sinde, enquanto os cufanos foram deixados com as montanhas do Jibal e a Pérsia Central como dependências da cidade. A jurisdição de Alhajaje originalmente excluía o Coração e o Sistão, mas em 697/698 recebeu essas duas províncias também, expandindo seu governo sobre a porção oriental inteira do califado. Ele permaneceu nesse posto até sua morte em 714, e por todo o período, compreendendo o resto do reinado de Abedal Maleque e boa parte de seu sucessor Ualide I (r. 705–715), seria "a figura dominante nas fontes" (G. R. Hawting).

#### Relações com o califa

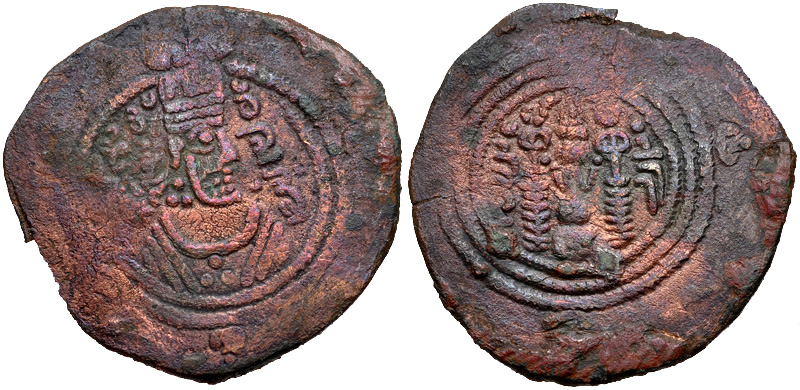
Paxir de r.

Alhajaje foi, nas palavras de A. Dietrich, "o servo mais leal que a dinastia poderia desejar", e sua lealdade foi correspondida por Abedal Maleque com sua total confiança. A relação foi ainda mais fortalecida através de laços familiares: a filha de Alhajaje casou com Masrur, filho de Ualide I (r. 705–715), enquanto a filha de seu irmão Maomé foi casada com o futuro Iázide II (r. 720–724); Iázide nomeou seu primeiro filho em honra a Alhajaje, que em retorno nomeou seus primeiros três filhos em honra aos membros da dinastia. Essa relação íntima é ainda mais evidente pelas várias epístolas sobreviventes que foram trocadas entre eles. A relação de Alhajaje com Abedal Maleque foi muito diferente daquele com o sucessor do último, Ualide, com quem a correspondência se restringiu a suas funções oficiais.
Por outro lado, enquanto Abedal Maleque foi capaz de restringir seu governador muito zeloso quando foi "exorbitante na elevação de impostos, estava muito liberal com os recursos públicos, ou estava derramando mais sangue do que o necessário" (A. Dietrich), Ualide considerou-se em débito com Alhajaje, pois ele assegurou a sucessão de Ualide contra o irmão de Abedal Maleque, Abedalazize ibne Maruane, e o novo califa garantiu a seu poderoso governador rédea solta e confiou consideravelmente em seu conselho mesmo para a nomeação e demissão de oficiais. Se a sua intromissão na sucessão lhe assegurou o favor de Ualide, ela também causou a inimizade declarada do irmão de Ualide, Solimão (r. 715–717). Solimão também apoiou a causa de Iázide ibne Almoalabe, a quem Alhajaje havia aprisionado. A possibilidade da ascensão de Solimão amedrontou tanto Alhajaje que ele desejava não viver mais que Ualide.

#### Revolta de ibne Alaxate e rescaldo
Ao chegar em Cufa, Alhajaje deu um sermão inaugural na mesquita local que tornou-se famoso e é "frequentemente citado como exemplo da eloquência árabe" (G. R. Hawting). A situação que ele encontrou era de desordem. As tropas de Baçorá e Cufa, ostensivamente guarnecias em Ramurmuz sob Moalabe ibne Abi Sufra, após a morte de Bixer deixaram o campo e estavam em marcha lenta nas cidades. De modo a restaurar a disciplina, Alhajaje anunciou que nenhum homem que não retornasse dentro de três dias ao campo seria morto e sua propriedade seria deixada aberta para saque. Isso foi efetivo, mas quando dirigiu-se às tropas para dar-lhe o pagamento, Alhajaje enfrentou outro motim sob ibne Aljurude por ter feito cortes no pagamento e as tropas recusaram-se a aceitar. Superados esses problemas, Alhajaje enviou as tropas contra os carijitas. Em 696, Moalabe derrotou os azaricas que reuniram-se em torno de Catari ibne Alfuja como seu anti-califa, e na primavera de 697 outro líder carijita, Xabibe ibne Iázide, foi derrotado no rio Dujail no Cuzistão com a ajuda de tropas sírias. No mesmo ano, Alhajaje suprimiu a rebelião do governador de Madaim, Almutarrife ibne Muguira ibne Xuba, que havia se aliado aos carijitas.
Essas campanhas erradicaram a rebelião carijita, mas vieram ao costo de sua relação com os iraquianos: as campanhas contra os carijitas foram extremamente impopulares, e atreladas aos cortes no pagamento, segundo Hugh N. Kennedy, "[parecem] quase ter aguçado os iraquianos à rebelião, como se estivessem procurando uma desculpa para irrompê-la." A explosão veio em 699: quando recebeu os governos do Coração e Sistão, Alhajaje deu-as a Moalabe, mas no Sistão a situação estava muito mais instável, e o país tinha que ser essencialmente reconquistado. Um exército sob o governador local Ubaide Alá ibne Abi Bacra sofreu uma pesada derrota contra o governante do Reino do Zabulistão, conhecido como Zumbil, e agora Alhajaje ordenou que Abederramão ibne Maomé ibne Alaxate, o membro mais proeminente da aristocracia cufana (a axarafe) liderasse um exército contra Zumbil. Esse exército era formado por soldados cufanos, e tamanho era o esplendor de seu equipamento, ou talvez "os mais orgulhosos e altivos dos soldados cufanos e axarafe que a compunham" (G. R. Hawting), que tornaram-se conhecidos na história como o "exército pavão". Essa expedição marcou o começo de uma rebelião que quase levou a destruição de Alhajaje, mas também do poder omíada no Iraque.
Ibne Alaxate liderou seu exército ao Sistão, e, como A. Dietrich escreve, "de início conduziu sua campanha com cuidado e segundo as ordens; pacificou cada território que foi conquistado, assegurou suprimentos e acostumou suas tropas gradualmente as diferentes condições climáticas". Alhajaje, contudo, enviou carta atrás de carta para seu comandante, exigindo um assalto imediato contra o Zumbil. O tom dessas cartes foi extremamente ofensivo, e ele ameaçou demitir ibne Alaxate e nomear seu irmão Ixaque para comandar a expedição. O tom agressivo e exigências irracionais de Alhajaje, bem como a evidente relutância do exército para continuar tal campanha prolongada e árdua tão longe de suas casas, provocou um motim generalizado, liderado por ibne Alaxate. O exército rebelde marchou de volta ao Iraque, aumentando seu números para 100 000 no processo, pois foi acompanhado por outros descontentes, e ela se transformou de um motim contra Alhajaje — que foi denunciado como inimigo de Deus e faraó — a um movimento anti-omíada. Alhajaje tentou pará-los em Tustar, mas os rebeldes foram vitoriosos (começo de 701).
Alhajaje abandonou Baçorá aos rebeldes, e ibne Alaxate entrou na cidade em triunfo. Reforçado com tropas sírias, Alhajaje conseguiu uma vitória menor, depois da qual o groso do exército rebelde deixou Baçorá em direção a sua fortaleza natal, Cufa. Alhajaje recapturou Baçorá e perseguiu ibne Alaxate para Cufa, acampando próximo da cidade. O progresso de ibne Alaxate alarmou suficientemente a corte omíada que eles procuraram negociar um acordo, mesmo embora continuaram enviando tropas sírias para Alhajaje. Abedal Maleque ofereceu demitir Alhajaje, nomear ibne Alaxate como governador sobe uma das cidades iraquianas, e elevar o pagamento dos iraquianos de modo que recebessem o mesmo valor dos sírios. Ibne Alaxate estava inclinado a aceitar, mas os mais radicais dos seus apoiantes, especialmente os estudiosos conhecidos como curra (qurrā), recusaram-se, acreditando que os termos oferecidos revelavam a fraqueza do governo, e pressionam pela vitória definitiva. Os dois exércitos se encontraram na Batalha de Dair Aljamajim em abril, que resultou numa vitória decisiva de Alhajaje e seus sírios mais disciplinados. Cufa rendeu-se depois disso, e Alhajaje cortou o apoio a ibne Alaxate ao prometer anistia aqueles que se rendessem, garantindo, no entanto, que reconhecessem que sua rebelião tinha sido equivalente a renunciar ao islamismo; aqueles que se recusaram foram executados.
O resto do exército rebelde fugiu para Baçorá, mas foram logo repelidos e perseguidos pelos sírios ao Cuzistão e Sistão. Lá, ibne Alaxate procurou refúgio com os zumbis, mas foi assassinado pelos últimos ou cometeu suicídio para evitar ter que se render a Alhajaje. Muitos de seus seguidores tentaram alcançar Herate, mas foram derrotados pelo filho de Moalabe, Iázide ibne Almoalabe, que rendeu aqueles de proveniência árabe meridional (iemenitas), mas deixou os árabes setentrionais (modaritas) irem. O fracasso da revolta de ibne Alaxate aumentou o controle omíada sobre o Iraque. Em 702, Alhajaje fundou a cidade de Uacite, situada a meio caminho entre Baçorá e Cufa, onde transferiu sua sede. Lá, reuniu todas as tropas sírias presentes no Iraque, ostensivamente de modo da controlar os sírios e evitar excessos às custas da população, mas na realidade seu objetivo era isolar os sírios dos locais e solidificar sua lealdade a ele. Dai em diante, o Iraque passou ao controle virtual sírio, e os iraquianos, independente de seu estatuto social, foram privados de qualquer poder real no governo da região. Alhajaje era agora o senhor inconteste não apenas do Iraque, mas do Oriente muçulmano inteiro; apenas o governador do Coração, Iázide ibne Almoalabe reteve alguma autonomia. Embora Iázide foi capaz de recusar várias convocações para Uacite, finalmente em 704 persuadiu o califa a demiti-lo, e Iázide foi colocado na prisão.

#### Campanhas de expansão
Como governador do Iraque e vice-rei do Oriente, Alhajaje supervisionou uma grande onda de expansão. Nomeou Maomé ibne Cacim para liderar a conquista de Sinde e o noroeste da Índia, Cutaiba ibne Muslim para conquistar a Transoxiana e Mujá ibne Sir o território do atual Omã. Embora Alhajaje conduziu campanha alguma durante estes anos, seu papel foi essencial: não apenas selecionou os generais que cuidaram das campanhas, mas também "preparou-as muito cuidadosamente, não poupando despesas, uma vez que calculou que com a vitória recuperaria suas despesas muitas vezes mais" (A. Dietrich).

#### Governo doméstico e reformas

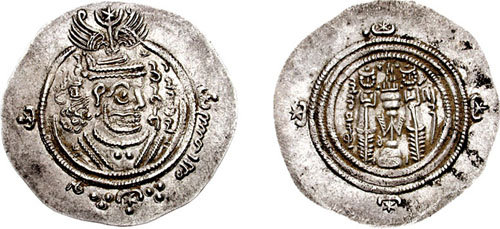
Dirrã árabo-sassânida com o nome de Alhajaje cunhado em 702/703

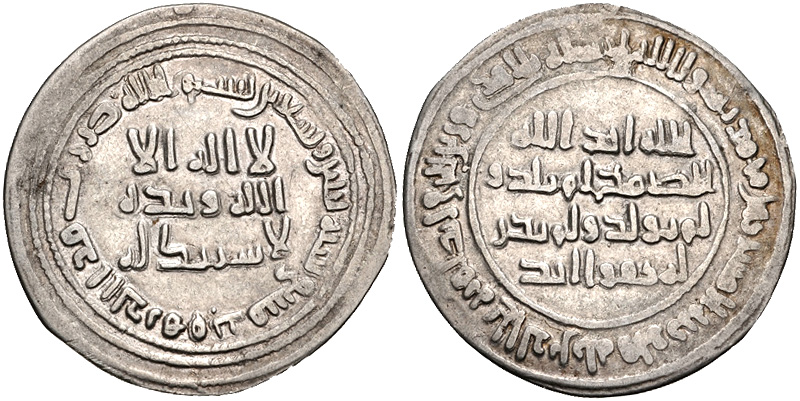
Dirrã de Solimão r.

Já em 695, Alhajaje começou a cunhar novas moedas de ouro e prata, que suplantaram as moedas bizantinas e sassânidas ainda em uso até então. Estabeleceu casas da moeda em Cufa e depois em Uacite, sob a supervisão de um judeu chamado Sumair, e decretou punições estritas para falsificadores. As novas moedas continham o nome de Alá e, portanto, foram inicialmente opostas por muitos teólogos que argumentaram que também seriam usadas por infiéis, mas elas rapidamente tornaram-se um sucesso e "ajudaram a promover a circulação de dinheiro e a estabilização das condições econômicas" (A. Dietrich). Alhajaje também ordenou a tradução dos registros tributários (divã) ao árabe do persa em que até então tinha sido mantido, de modo que poderia supervisioná-los pessoalmente.
Após sua vitória sobre os iraquianos, Alhajaje começou uma série de reformas almejando restaurar a tranquilidade e prosperidade ao tumultuado Estado após quase 20 anos de guerra civil e rebeliões. Ele investiu muito esforço em reviver a agricultura, especialmente no Savade, e portanto aumentar a receita do caraje (imposto fundiário). Ele começou a restaurar e expandir a rede de canais sassânidas no Iraque Inferior. Segundo Baladuri, não poupou gastos para reparar aterros quando quebraram, adjudicou terras não cultivadas aos árabes que mereciam, e tomou medidas para reverter o fluxo da população rural às cidades, especialmente os recém-convertidos (mavali).
Como parte de seus esforços para fortalecer a uniformidade no Estado, também tentou introduzir uma versão definitiva do Alcorão de modo a eliminar disputas teológicas. A divisão do texto em trinta partes (azja) parece ter sido parte de sua reforma. A versão de Alhajaje também provavelmente incluiu novos votos diacríticos, e removeu do texto quaisquer referências hostis aos omíadas. Ele declarou esta versão como a válida, enquanto proibiu o uso da quira de ibne Maçude. Alhajaje morreu em Uacite em 714. No ano seguinte, Ualide morreu também, e seu irmão Solimão assumiu o poder. Solimão estava em dívida com muitos adversários de Alhajaje por seu apoio político para elegê-lo califa, de modo que reconvocou todos os generais de Alhajaje e torturou-os até a morte na prisão.